# Anarquismo queer

Bandera anarco-queer.

El anarquismo LGBTI (anarquismo queer, o anarco-queer) es una escuela de pensamiento anarquista que defiende el anarquismo y la revolución social como medios de liberación queer y de abolición de la homofobia, la lesbofobia, la transmisoginia, la bifobia, la transfobia, la heteronormatividad, el heterosexismo, el patriarcado y el género binario.
Entre los anarquistas LGBT que lucharon por los derechos LGBT tanto dentro como fuera de movimientos anarquistas o LGBT destacaron Lucía Sánchez Saornil, John Henry Mackay, Adolf Brand y Daniel Guérin. El anarquista individualista  Adolf Brand publicó Der Eigene que fue la primera revista del mundo dedicada a cuestiones de homosexualidad, publicada entre 1896 y 1932 en Berlín.

## Historia

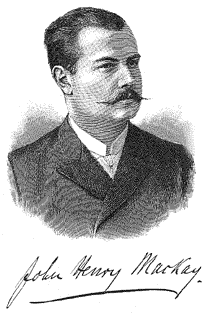
John Henry Mackay fue un anarquista individualista alemán que defendió los derechos LGBT.

El apoyo del anarquismo a las libertades individuales hizo natural la defensa de la homosexualidad ante muchos miembros del movimiento anarquista. Emil Szittya, en Das Kuriositäten-Kabinett (1923), escribió sobre la homosexualidad que «muchos anarquistas tienen esta tendencia. Así, encontré en París a un anarquista húngaro, Alexander Sommi, quién fundó un grupo anarquista homosexual sobre la base de esta idea». Su postura fue ratificada por Magnus Hirschfeld en su libro publicado en 1914 Die Homosexualität des Mannes und des Weibes: «En las filas de un partido relativamente pequeño, el anarquista, me parece como si proporcionalmente se encontraran más homosexuales y afeminados que en otros lugares». El anarquista italiano Luigi Bertoni (quien Szittya también creía que era homosexual) observó que «los anarquistas demandan libertad en todo, también en la sexualidad. La homosexualidad lleva a un sentido sano del egoísmo, por el que todo anarquista debería luchar».
En El alma del hombre bajo el socialismo de Oscar Wilde, defiende apasionadamente una sociedad igualitaria donde la riqueza sea compartida por todos, mientras que advierte de los peligros del socialismo autoritario que aplastaría la individualidad. Más tarde comentó: "pienso que soy más que un socialista. Tengo algo de anarquista, creo." En agosto de 1894, Wilde escribió a su amante, el Lord Alfred Douglas, para contarle “una peligrosa aventura.” Había salido a navegar con dos chicos preciosos, Stephen y Alphonso, y fueron sorprendidos por una tormenta. “¡Pasamos cinco horas en un terrible vendaval para volver! No alcanzamos el muelle hasta las once de la noche, mucha oscuridad todo el camino y un mar temeroso... Todos los pescadores nos estaban esperando.” [...] Cansados, fríos, y "calados hasta los huesos", los tres hombres inmediatamente "volamos al hotel a por brandy caliente y agua". Pero había un problema. La ley se interpuso: "¡como eran más de las diez de la noche del domingo, el propietario no nos podría vender brandy o espirituosos de cualquier clase! Aunque al final tuvo que dárnoslas. El resultado no fue desagradable, ¡pero qué leyes!” Wilde acaba la historia: "Tanto Alphonso como Stephen son ahora anarquistas, no hace falta que lo diga."

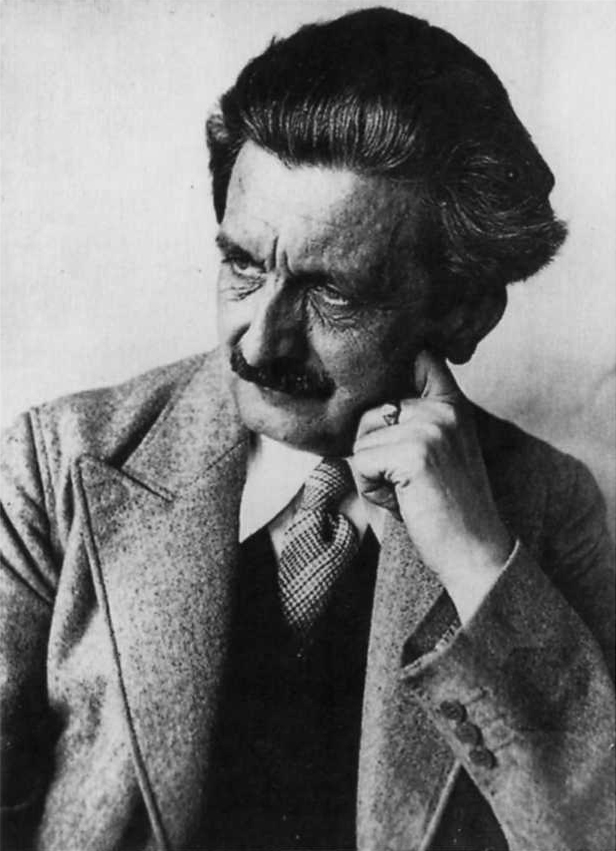
Adolf Brand, uno de los primeros activistas anarquistas alemanes por los derechos de los hombres homosexuales.

El anarquista heterosexual Robert Reitzel (1849–98) habló positivamente de homosexualidad desde el principio de los años 1890s en su revista Der arme Teufel, publicada en alemán en Detroit. El escritor anarcosindicalista Ulrich Linse escribió sobre «una figura claramente perfilada del ambiente cultural anarco-individualista del Berlín de alrededor de 1900», el precoz Johannes Holzmann (conocido como Senna Hoy): "partidario de amor libre, [Hoy] celebraba la homosexualidad como un 'adalid de la cultura' y se implicó en la lucha en contra el Artículo 175." El joven Hoy (nacido en 1882) publicó estos puntos de vista en su revista semanal, ("Kampf", en español, "Lucha") desde 1904 la cual llegó a lograr una circulación de 10,000 ejemplares al año siguiente. El psicoterapeuta anarquista alemán Otto Gross también escribió extensamente sobre sexualidad entre personas del mismo sexo tanto en hombres como en mujeres y razonaba contra su discriminación.
El anarquista homosexual John Henry Mackay fue un individualista conocido en el movimiento anarquista como un seguidor temprano y propagandista de la filosofía de Max Stirner. Junto a esto, Mackay también fue un firmante de la "Petición a los Cuerpos Legislativos del Imperio alemán" para "una revisión del Artículo 175 en contra de la homosexualidad" promovida por Magnus Hirschfeld (apareciendo su nombre en la primera lista publicada en 1899)". También mantuvo un interés especial sobre Oscar Wilde y estuvo indignado por su encarcelamiento acusado de actividad homosexual. Sin embargo, Mackay entró en conflicto con Hirschfeld y su organización el Comité Científico Humanitario.
El también anarquista individualista Adolf Brand fue originalmente miembro del Comité Científico Humanitario de Hirschfeld, pero formó un grupo rupturista. Brand y sus colegas, conocidos como el Gemeinschaft der Eigenen («Comunidad de Autopropietarios»), que también fueron fuertemente influidos por los escritos de Max Stirner.

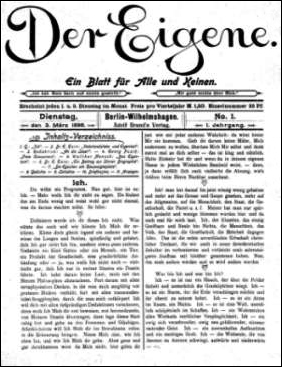
Der Eigene, publicación pionera del activismo gay.

Se opusieron a la caracterización médica de la homosexualidad de Hirschfeld como un «sexo intermedio». Ewald Tschek, otro escritor anarquista homosexual de la época, contribuyó regularmente a la revista de Adolf Brand Der Eigene, y escribió en 1925 que el Comité Científico Humanitario de Hirschfeld era un peligro para los alemanes, caricaturizando al propio Hirschfeld como el «Dr. Feldhirsch». A pesar de que las posturas de Mackay eran más cercanas a las de Adolf Brand y su Comunidad de Autopropietarios comparadas con las de Hirschfeld y su Comité Científico Humanitario, no coincidía con el antifeminismo rayano en la misoginia de Brand, creyendo que «el principio anarquista de “libertad igual para todos” ciertamente se aplica tanto a las mujeres como a los hombres».
Der Eigene fue la primera revista gay del mundo, publicada entre 1896 y 1932 por Adolf Brand en Berlín. Brand contribuyó con muchos poemas y artículos. Entre los colaboradores se encontraban Benedict Friedlaender, Hanns Heinz Ewers, Erich Mühsam, Kurt Hiller, Ernst Burchard, John Henry Mackay, Theodor Lessing, Klaus Mann, y Thomas Mann, así como artistas como Wilhelm von Gloeden, Fidus, y Sascha Schneider. La revista pudo haber tenido una media de alrededor 1500 suscriptores por cada número durante su funcionamiento, pero los datos exactos son inciertos. Después del ascenso al poder de los nazis, Brand fue perseguido y su revista clausurada.
La destacada anarquista ruso-estadounidense Emma Goldman fue también una abierta crítica del prejuicio contra los homosexuales. Su creencia de que la liberación social tendría que extenderse a gais y lesbianas era prácticamente desconocida en el momento, incluso entre los anarquistas. Como escribió Magnus Hirschfeld, «fue la primera y única mujer, incluso la primera y única persona de Estados Unidos, en asumir la defensa del amor homosexual ante la población en general». En numerosas cartas y discursos, defendió el derecho de gais y lesbianas para amar como quisieran y condenó el miedo y el estigma asociado con la homosexualidad. Como Goldman escribió en una carta a Hirschfeld, «es una tragedia, siento, que las personas de un tipo sexual diferente están atrapadas en un mundo que muestra muy poca comprensión por los homosexuales y es burdamente indiferente a las diversas gradaciones y variaciones de género y su gran importancia en la vida».
A pesar de estas posturas de apoyo, el movimiento anarquista de aquel momento, ciertamente no estaba libre de homofobia: un editorial de una influyente revista anarquista española de 1935 argumentó que un anarquista no se debería asociar siquiera con homosexuales, y mucho menos serlo: «Si eres un anarquista, eso quiere decir que eres moralmente superior y físicamente más fuerte que el hombre común. Y aquel al que le gustan los invertidos no es un hombre auténtico y por lo tanto no es un anarquista auténtico.»
Lucía Sánchez Saornil fue de las principales fundadoras de la federación anarcofeminista española Mujeres Libres, además de ser abiertamente lesbiana. Siendo joven, ya comenzó a escribir poesía y se asoció con el emergente movimiento literario ultraísta. Para 1919, había publicado en una variedad de revistas, como Los Quijotes, Tableros, Plural, Manantial y La Gaceta Literaria. Bajo un pseudónimo masculino, fue capaz de explorar temas lésbicos en un momento en el que la homosexualidad estaba criminalizada y era sujeto de censura y castigo. Descontenta con los prejuicios chauvinistas de amigos republicanos, Lucía Sánchez Saornil se unió con dos compañeras, Mercedes Comaposada y Amparo Poch y Gascón, para formar Mujeres Libres en 1936. Mujeres Libres fue una organización anarquista autónoma para las mujeres comprometidas con una doble lucha, de liberación de las mujeres y de revolución social. Lucía y otras Mujeres Libres rehusaron la opinión dominante de que la igualdad de género emergería de forma natural en una sociedad sin clases. Cuando estalló la guerra civil española, Mujeres Libres creció rápidamente hasta alcanzar más de 30.000 miembros, organizando los espacios sociales de las mujeres, escuelas, diarios y programas de cuidado diario.
Los escritos del anarquista bisexual francés Daniel Guérin muestran la tensión que las minorías sexuales sentían a menudo en la izquierda. Guérin fue una figura prominente en la izquierda francesa entre los años 1930 hasta su muerte en 1988. Después de declarar su bisexualidad en 1965, habló sobre la hostilidad extrema hacia la homosexualidad que impregnaba a la izquierda durante gran parte del siglo XX. «No hace tantos años, declararse un revolucionario y confesar ser homosexual era incompatible», escribió en 1975. En 1954, Guérin fue ampliamente atacado por su estudio de los Informes Kinsey en que también detalló la opresión de los homosexuales en Francia. «Las [críticas] más severas emanan de medios marxistas, que tienden a subestimar gravemente la variedad de la opresión del hombre por el hombre que es el terrorismo antisexual. Lo esperaba y supe que, al publicar mi libro, me exponía al riesgo de alejarme de aquellos a quienes siento más cercanos a nivel político». Después de salir públicamente del armario en 1965, Guérin fue abandonado por la izquierda, y sus publicaciones sobre liberación sexual fueron censuradas o se rechazó su publicación en revistas de izquierda. A partir de los años 1950, Guérin se apartó del marxismo-leninismo y se acercó a una síntesis del anarquismo y marxismo cercano al plataformismo que permitía el individualismo a la vez que rechazaba el capitalismo. Guérin estuvo implicado en las revueltas de mayo de 1968, y formó parte del movimiento de liberación gay francés que emergió tras los acontecimientos. Décadas más tarde, Frédéric Martel describió a Guérin como el "abuelo del movimiento homosexual francés."
Entretanto, en los Estados Unidos tardíamente en su carrera, el influyente pensador anarquista Paul Goodman declaró ser bisexual. La libertad con que reveló, tanto de forma impresa como en público, sus relaciones románticas y sexuales con hombres (notablemente en su ensayo tardío Being Queer), demostró ser un importante impulso cultural al emergente movimiento de liberación gay de los primeros años de los 1970.

### Anarquismoqueercontemporáneo

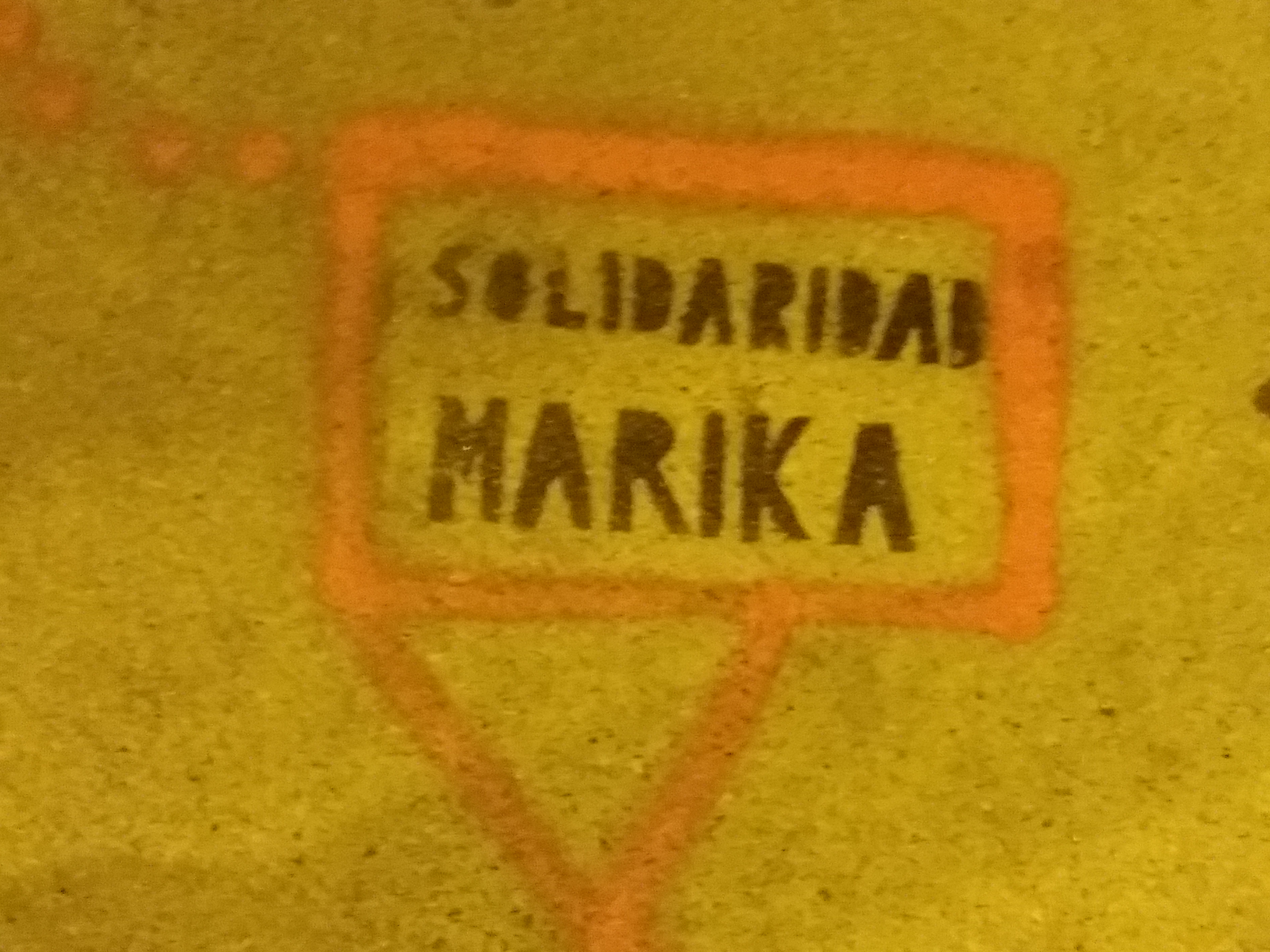
Grafiti anarco-LGBT en Madrid, donde se celebra anualmente el Orgullo Crítico.

El movimiento anarco-queer se originó durante la segunda mitad del siglo XX entre los anarquistas implicados en el Movimiento de Liberación LGBT, quienes vieron al anarquismo como el camino de armonía entre las personas heterosexuales y LGBTI. El anarquismo queer tiene sus raíces en el queercore, una forma de punk rock que retrata la homosexualidad de manera positiva. Como gran parte de las formas del punk, el queercore atrajo a multitud de anarquistas. El anarquismo fue prominente en revistas queercore. Hay principalmente dos grupos anarco-queer, Queer Mutiny, un grupo británico con ramas en las ciudades más importantes y Bash Back!, una red americana de anarquistas queer. Queer Fist apareció en Nueva York y se identifica como "un grupo de acción callejera antiasimilacionista, anticapitalista, antiautoritario, que vino a dar voz a queers radicales y personas trans a través de la acción directa en las protestas contra la Convención Nacional Republicana."
Otros colectivos anarcofeministas como el español Eskalera Karakola y el boliviano Mujeres Creando dan una gran importancia a los asuntos lésbicos bisexuales femeninos.
El Fag Army es un grupo de izquierda queer anarquista de Suecia, el cual lanzó su primera acción el 18 de agosto de 2014, cuando lanzaron una tarta al Ministro de Salud y Asuntos Sociales, Göran Hägglund, dirigente del Partido Demócrata Cristiano.